# Omatag
Der Omatag oder Großmuttertag ist ein in vielen Teilen der Welt begangener Ehren- und Gedenktag. In Deutschland findet er am zweiten Sonntag im Oktober statt.
Der Tag ehrt die freiwillige und unbezahlte Arbeit in der Familie als Betreuerin, Kulturvermittlerin und Ratgeberin. Als Bindeglied zwischen den Generationen organisieren sie oftmals den Zusammenhalt und den Austausch zwischen Familienmitgliedern. Um diese Leistung angemessen zu honorieren, plädierte Ursula von der Leyen bereits 2008 für einen offiziellen Großelterntag.
Der erste deutschlandweite OmaOpaTag wurde noch vor der Wende von 1989 jährlich am 12. November in der DDR begangen. Ideengeber war die Kinderzeitschrift „Bummi“.

## Geschichte
Der Omatag geht in vielen Ländern konform mit dem Großelterntag, einem Feiertag zu Ehren der Großeltern. Ein Feiertag speziell zu Ehren der Großmutter wurde zum ersten Mal 1965 in Polen eingeführt. 1965 überreichte man der Schauspielerin Mieczysława Ćwiklińska bei ihrem Besuch in Posen eine Torte mit der Aufschrift „Für Großmutter“ in Anerkennung ihrer Rolle als Großmutter in dem Bühnenstück Drzewa umierają, stojąc. Ein Jahr später konnte man am 21. Januar zum „Großmuttertag“ Torten kaufen, die der Schauspielerin ähnlich sahen. Seitdem findet der Omatag regelmäßig am 21. Januar statt und hat einen ähnlichen Stellenwert wie der Mutter- und der Vatertag. Das häufigste Geschenk an diesen Feiertagen sind nach wie vor Blumensträuße.

## Weitere Länder mit diesem Gedenktag
In Frankreich gibt es den Omatag (Fête des grands-mères) seit 1987; er wird am ersten Sonntag im März gefeiert. Initiiert wurde er als Markenwerbung für die zum Konzern Jacobs Douwe Egberts gehörende Kaffee-Marke Café Grand’Mère. Seither hat er sich jedoch so stark generalisiert, dass dieser Ursprung weithin vergessen ist. Anders als der in Frankreich am letzten Sonntag im Mai gefeierte Muttertag ist jedoch der Großmuttertag in Frankreich nicht in Gesetzen oder anderen offiziellen Texten festgeschrieben. Seit 2008 gibt es auch einen Großvatertag, und zwar am ersten Sonntag im Oktober.
Andere Länder, die die Großmutter an einem bestimmten Tag ehren, sind beispielsweise Bulgarien, Brasilien und Tansania. Seit 1966 ist der „Tag der Ehrung der Alten (敬老の日 keirō no hi)“ in Japan ein Feiertag, bis 2002 war er am 15. September, seitdem ist es der dritte Montag des September.